# Chakaská vlajka

Chakaská vlajka
Poměr stran: 1:2

Vlajka Chakasie, jedné z autonomních republik Ruské federace, je tvořena listem o poměru stran 1:2 se třemi vodorovnými pruhy: modrým, bílým a červeným. U žerdi je zelený svislý pruh o šířce 1/3 šířky vlajky. Uprostřed zeleného pruhu je žluto-zelený sluneční emblém: kružnice vepsané do dvou, kolmo k sobě postavených kosočtverců, jejichž úhlopříčky jsou v poměru 1:0,7 a větší úhlopříčka je rovná šířce pruhu. Vrcholy jsou uspořádány pod úhlem 45° od svislé osy. Průměry kružnic jsou 4/5, 7/10, 3/5, 2/5 a 1/3 větší úhlopříčky (tj. poloměry jsou 1/18, 1/15, 1/10, 7/60 a 2/15 šířky vlajky). Barva hrotů kosočtverců a vnější kružnice je žlutá, dále se barvy střídají zelená-žlutá.
Barvy vodorovných pruhů na vlajce odpovídají barvám pruhů ruské vlajky (pořadí barev muselo být změněno, protože odporovalo zákonu) a symbolizuje, že je republika subjektem Ruské federace. Zelená barva je tradiční barvou Sibiře a zelený pruh symbolizuje věčnost života, znovuzrození, přátelství a bratrství národů Chakasie. Sluneční znak byl použitý na kamenných sochách, vyskytujících se pouze ve stepích na území Chakasie a jsou více než 4000 let staré. Je jím vzdán hold pokolením, která ho používaly.

## Historie
Chakaská republika vznikla pod současným názvem 29. ledna 1992. První vlajka byla schválena na zasedání Nejvyššího sovětu Chakaské republiky 6. června 1992. Zákon č. 7 nabyl účinnosti zveřejněním v novinách Chakasija. 8. července schválilo usnesením č. 75 prezídium Nejvyššího sovětu nařízení o vlajce. Autory vlajky byli Gennadij Afrikanovič Vjatkin a Sergej Andrejevič Donskov. Oproti současné vlajce byly vodorovné pruhy v pořadí: bílý, modrý, červený (stejně jako ruská vlajka) a barvy slunečního emblému byly černá a bílá.
23. prosince 1993 byl schválen zákon č. 29 kterým se na vlajce změnily barvy slunečního emblému na zlato-bílou. V roce 1996 byl změněn státní znak, vlajka však zůstala zachována.

Chakaská vlajka (1992–1993) Poměr stran: 1:2
Chakaská vlajka (1993–2002) Poměr stran: 1:2

13. listopadu 2002 přijal Nejvyšší sovět zákon č. 68 „O státní vlajce Chakaské republiky”, kterým se změnilo pořadí vodorovných pruhů na vlajce na: modrý, bílý, červený a sluneční emblém byl nově žluto-zelený. Důvodem změny byl rozpor s federální legislativou, podle které nesmí vlajka subjektu Ruské federace vycházet z ruské vlajky. Zákon vstoupil v platnost 25  listopadu 2002, podpisem chakaského premiéra Alexeje Ivanoviče Lebedě. Vlajka byla potvrzena přijetím zákona č. 52, který schválil 24. září 2003 Chakaský sovět a který nabyl účinnosti 1. října 2003 podpisem chakaského premiéra A. I. Lebedě.
Chakaská vlajka je zapsána ve Státním heraldického registru Ruské federace pod číslem 1327.

## Vlajka chakaského prezidenta

Vlajka chakaského prezidenta Poměr stran: 1:1

## Vlajky okruhů a rajónů Chakasie

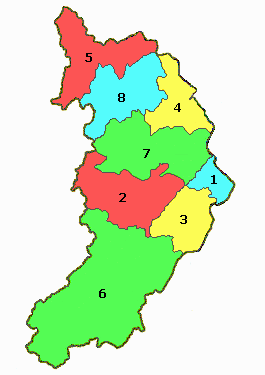
Administrativní členění Chakasie

Chakasie se člení na 5 městských okruhů a 8 rajónů.
Městské okruhy

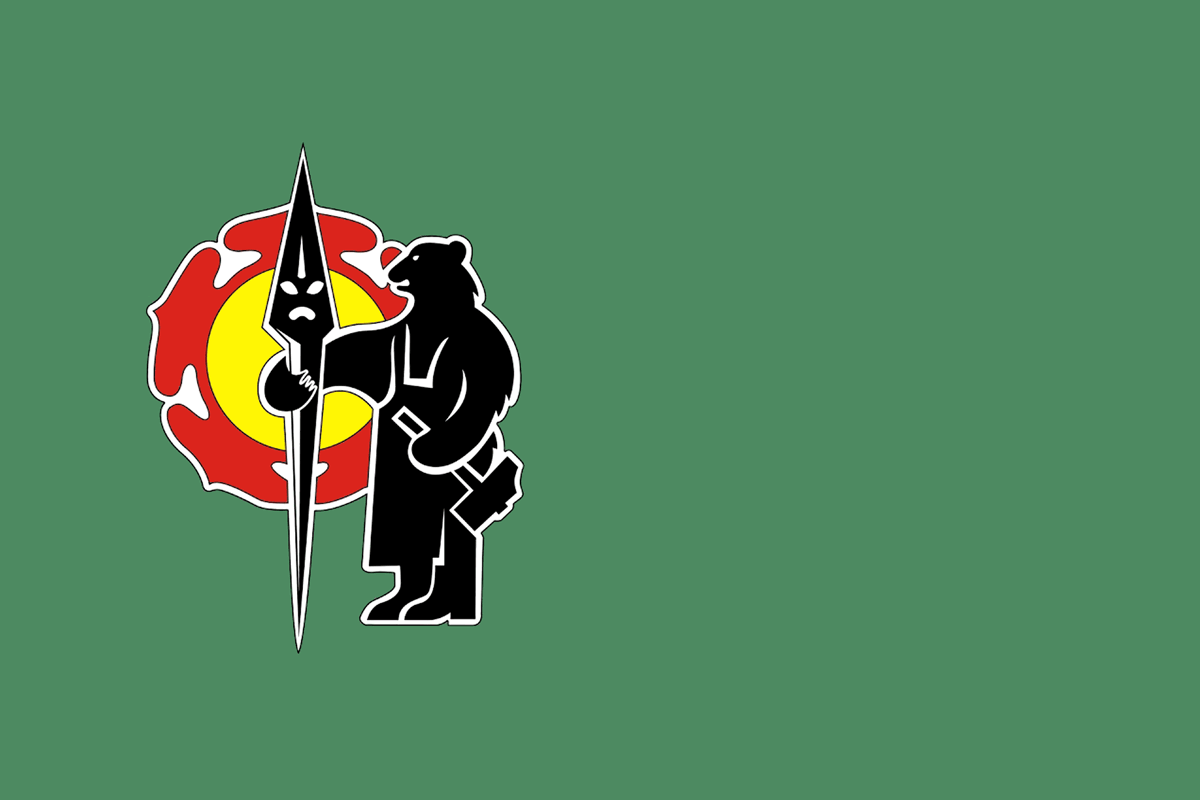
Abaza Poměr stran: 2:3
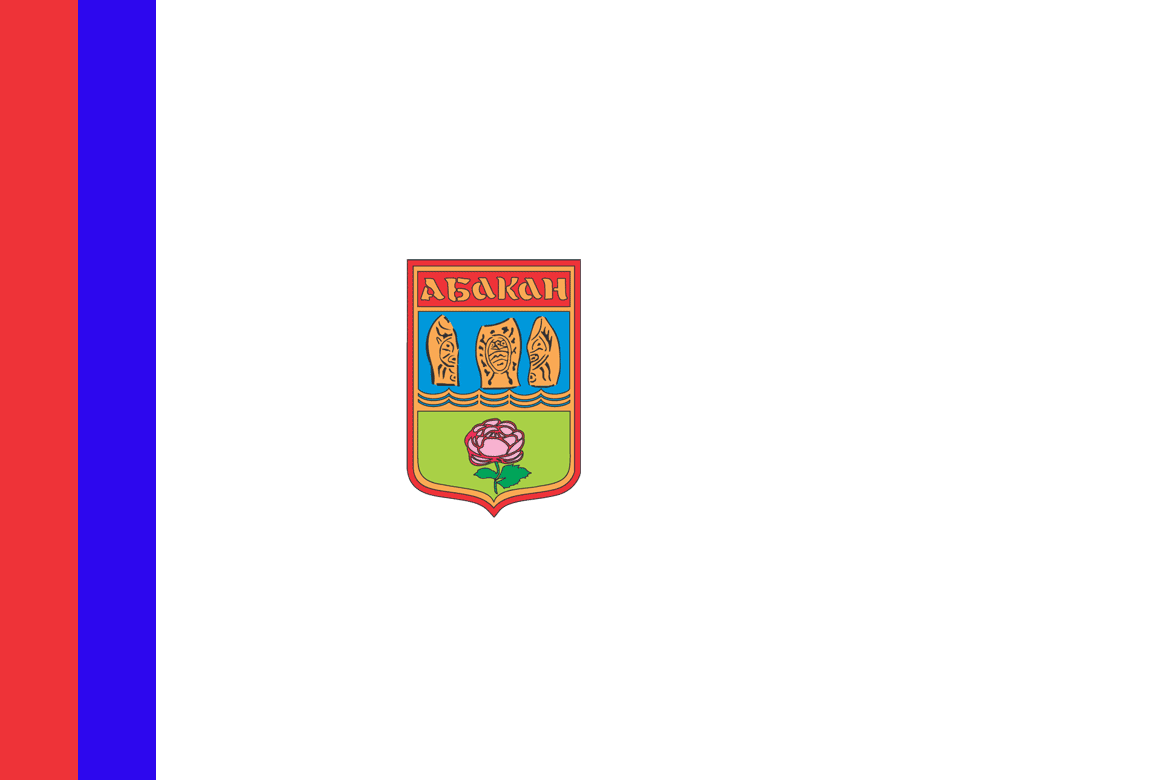
Abakan Poměr stran: 2:3
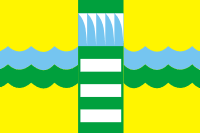
Sajanogorsk Poměr stran: 2:3
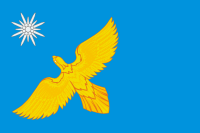
Sorsk Poměr stran: 2:3
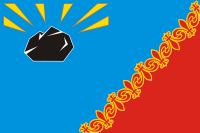
Černogorsk Poměr stran: 2:3

Rajóny

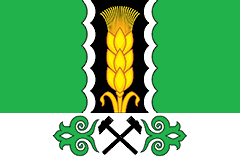
Altajský rajón (1) Poměr stran: 2:3
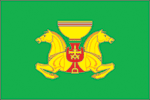
Askizský rajón (2) Poměr stran: 2:3
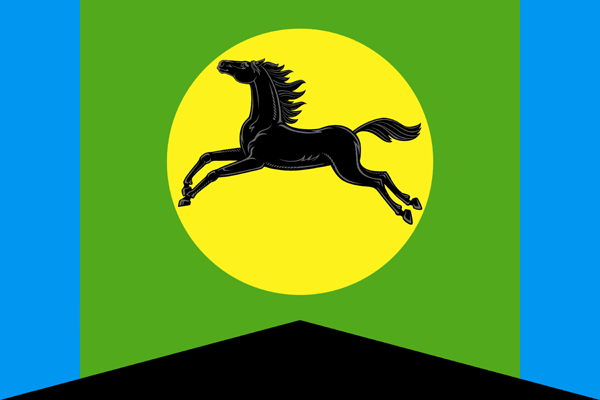
Bejský rajón (3) Poměr stran: 2:3
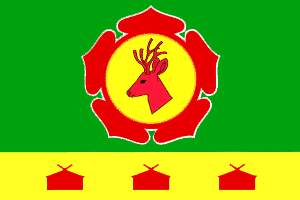
Bogradský rajón (4) Poměr stran: 2:3
Ordžonikidzevský rajón (5) Poměr stran: 2:3
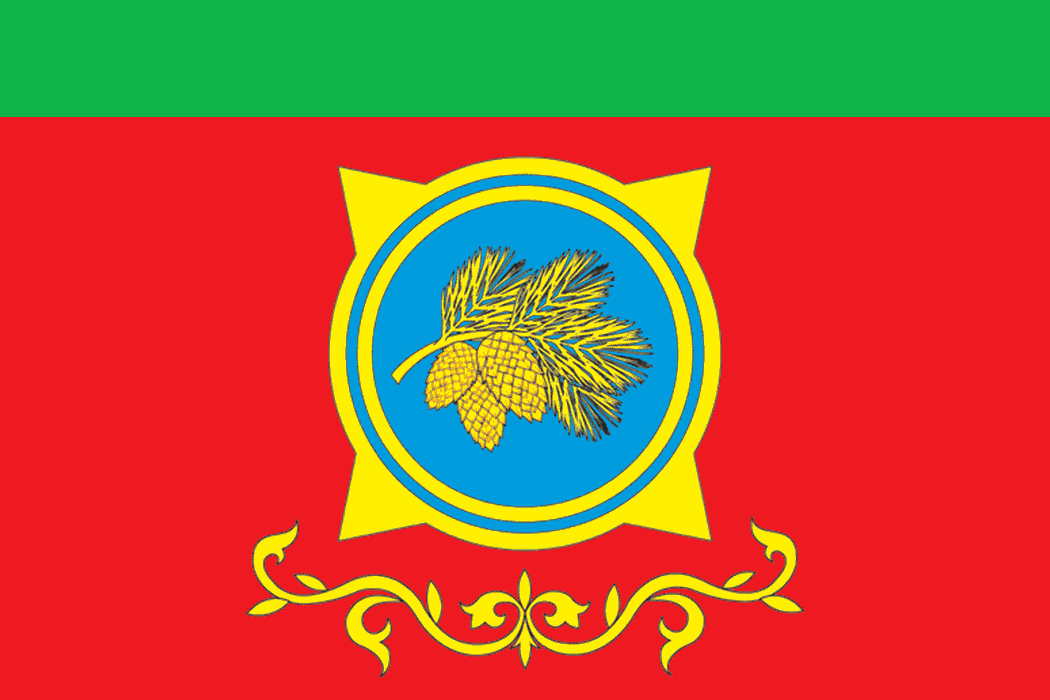
Taštypský rajón (6) Poměr stran: 2:3
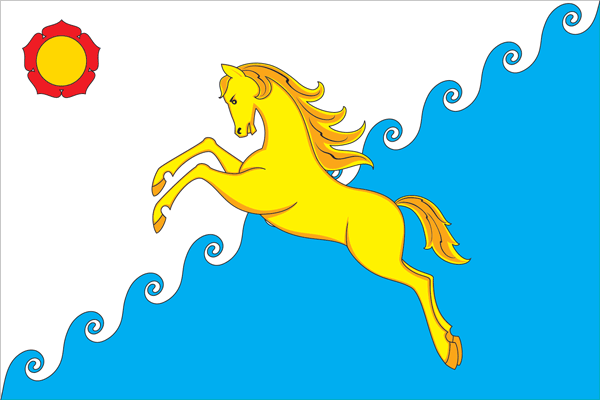
Usť-Abakanský rajón (7) Poměr stran: 2:3
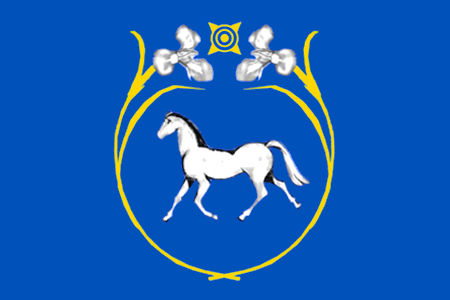
Širinský rajón (8) Poměr stran: 2:3